# Mylène Demongeot
Mylène Demongeot, née Marie-Hélène Demongeot (Nice, 29 de setembro de 1935 –  Paris, 1º de dezembro de 2022) foi uma atriz, modelo, autora e produtora francesa. Conhecida por seus papéis em Les Trois Mousquetaires, Les sorcières de Salem e na trilogia Fantômas, foi objeto do documentário biográfico Mylène Demongeot, la Milady du cinéma.

## Biografia

### Infância e família
Marie-Hélène Demongeot nasceu em 29 de setembro de 1935 em Nice, nos Alpes Marítimos. Filha de Alfred Jean Demongeot, nascido em 30 de janeiro de 1897 em Nice, um alto funcionário público falecido em 1961, e de Claudia Troubnikova, nascida em 17 de maio de 1904 em Kharkov, na Ucrânia, então pertencente ao Império Russo, falecida em 1986.
Alfred Demongeot pertencia à alta administração do Ministério da Economia Nacional, ele próprio filho de Marie Joseph Marcel Demongeot, soldado de carreira, major de infantaria, chefe de batalhão no 76e RI, nascido 13 de julho de 1869 em Langres, no Haute-Marne, falecido 6 de maio de 1917. É possível que tenha tombado em combate, como evidenciado por uma estela na fazenda Mennejean em Nanteuil-la-Fosse (embora o site Mémoire des hommes do Ministério das Forças Armadas não o liste como tendo morrido pela França), ou morreu em Saint-Jean-de-Luz, aos 47 anos. Escreveu o livro Citoyen et soldat. Sua esposa foi Clotilde Caroline Innocente Marie Faussone de Clavesana, que pertencia a uma família da nobreza piemontesa, radicada em Nice e ela mesma filha do conde Alfred Faussone di Clavesana e sua esposa, nascida Marie Laurenti-Roubaud.
Nascido do primeiro casamento, o meio-irmão materno de Mylène, chamado Léonide Ivantoff, nasceu em Harbin, na região da Manchúria, na China em 17 de dezembro de 1923. Em seus documentos oficiais está inscrita a data de 17 de dezembro de 1925, porque ele era "rejuvenescido" de dois anos pela mãe e pelo padrasto para compensar o atraso que sofreu na escola devido às suas inúmeras mudanças para diferentes países. A sua data de nascimento foi alterada pela modificação dos seus documentos de nascimento, que o mencionavam como apátrida, o estatuto dos exilados russos brancos e, portanto, dos seus pais – a sua mãe e o seu primeiro marido.
Ela tinha 13 anos quando sua família voltou para Paris e lá se estabeleceu. Durante este período, a jovem Mylène tocou piano intensamente, tendo aulas com Marguerite Long e Yves Nat e depois matriculou-se no curso Simon, que abandonou para seguir o de Marie Ventura.

### Carreira artística

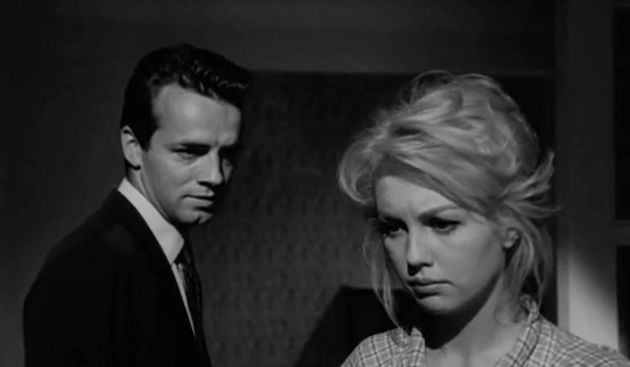
Mylène Demongeot com Peter Baldwin em 1960 no filme Un amore a Roma de Dino Risi.

Ao lado de seus primeiros pequenos papéis no cinema a partir de 1953, posou para publicidade e fotos de moda e se apaixonou pelo fotógrafo Henry Coste (1926-2011), que conheceu em 1956. Graças a uma dessas fotos, ela foi notada por Raymond Rouleau, em busca de um dos papéis principais, o de "sua Abigail", para seu próximo longa-metragem As Bruxas de Salém. Lançado em 1957, este filme trouxe sucesso para Mylène, com 21 anos. Henry Coste se divorciou e se casou com ela em 1958.

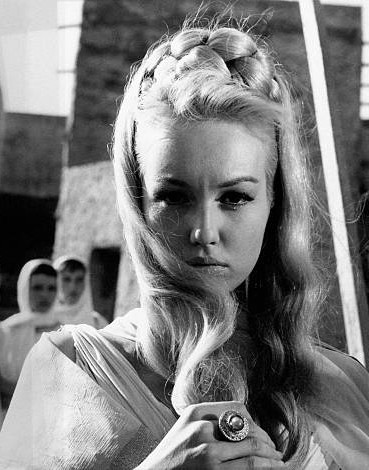
Mylène Demongeot em 1961 durante as filmagens de O Rapto das Sabinas, filme de Richard Pottier.

Em seus primeiros dias, sua loirice e sua graça travessa, seu charmoso beicinho, fizeram de sua rival outra jovem atriz da moda, Brigitte Bardot. No entanto, destaca-se de "BB", com quem partilha também a amizade e o mesmo amor pelos animais, diversificando os seus trabalhos e escolhendo criteriosamente os seus papéis. Ela estrelou desde muito cedo em produções estrangeiras e internacionais, notadamente em Bonjour Tristesse de Otto Preminger em 1958 e mais frequentemente na Itália. Neste país, ascendeu ao posto de estrela popular em 1959 graças ao épico La battaglia di Maratona, interpretando Andrômeda, e com a sua participação muito notável com Laurent Terzieff, numa sequência memorável do filme Les Garçons de Bolognini.
Notoriamente rotulada na época como uma "loira sensual", suas louváveis atuações dramáticas nos filmes L'Inassouvie de Dino Risi (1960) ou Le Cavalier noir (1961) de Roy Ward Baker permaneceram ignoradas pela maioria do público. Ela tenta mudar radicalmente de registro com alguns papéis travessos e comoventes, nos roteiros de Michel Deville como À cause, à cause d'une femme ou L'Appartement des filles; no entanto, os produtores e o público parecem preferi-la na ficção popular em vários episódios, como Os Três Mosqueteiros ou Fantômas.
Mylène Demongeot dividiu a tela com alguns dos mais renomados atores do cinema popular da época: Jean Marais em diversas ocasiões, incluindo a trilogia Fantômas; Yves Montand e Henri Vidal em Une manche et la belle e Sois belle et tais-toi; Curd Jürgens, David Niven, Steve Reeves, Roger Moore, Dirk Bogarde em Le Cavalier noir e Docteur en détresse; Jeffrey Hunter em L'Or des Césars e La Marine en folie; Sami Frey, Jean-Paul Belmondo, Michel Piccoli e mais tarde, Gérard Depardieu. Teve afinidades com grandes figuras cômicas do cinema e do palco como Louis de Funès, Francis Blanche, Henri Salvador e Pierre Richard.

## Honrarias

### Condecorações
- Cavaleira da Legião de Honra (2017)[12]
- Comendadora da Ordem das Artes e Letras (2006)[13]

### Prêmios
- Festival Internacional de Cinema de Karlovy Vary 1957: melhor intérprete por As Bruxas de Salém
- 1994 Prêmio de Reconhecimento Cinéfilo: concedido por toda a sua carreira pela associação "Lembrança dos cinéfilos" de Puget-Théniers, nos Alpes-Marítimos

### Indicações
- BAFTA 1958: melhor estreante no cinema por As Bruxas de Salém[14]
- César 2005: melhor atriz coadjuvante em 36 Quai des Orfèvres
- César 2007: melhor atriz coadjuvante na Califórnia